# 鄭阮紛爭
鄭阮紛爭（越南语：／；1627年－1673年），是指當時爆發於越南鄭、阮兩大統治家族之間的長期戰爭。

## 並肩合作
鄭氏與阮氏家族的先祖都是越南後黎朝開國君主黎利关系密切的戰友與助手；黎利領越南脱离明代中國統治，於1428年建立後黎朝。後黎朝建立最初數十年是越南史上最為興盛的時代，然而到了十六世紀初，一連串昏庸暴虐的繼承者使後黎朝迅速衰落，民變迭起。1518年，武臣莫登庸開始獨攬大權，並在1527年篡位，建立莫朝。阮氏及鄭氏兩家不肯歸順莫登庸。到了大約1530年，阮氏家族的阮淦被迫逃亡至瀾滄（今天的寮國）；但他集結了一支部隊並且攻佔了一些南方的省份。1532年，阮淦尋找到後黎昭宗的後人後黎莊宗，並擁立他為後黎朝新君。阮淦為拉攏鄭氏，將長女阮玉寶嫁給鄭氏家族的鄭檢。在接下來的十多年裡，鄭氏與阮氏攜手同盟，對抗篡位者莫登庸。在理論上，他們是代表後黎朝而戰；但後黎莊宗是阮淦擁立，不過是個沒有實權的傀儡君主。

## 分道揚鑣
1545年阮淦被莫朝降將楊執一毒殺，而其女婿鄭檢接手控制了整個御林軍，並隨即控制了後黎朝的實權，並排擠阮氏家族，兩大家族的交惡大約始於此。
阮淦的兩個兒子阮汪、阮潢頗有才能，為鄭檢所忌憚。阮汪官居左相，經常受到鄭檢的排斥打壓，最后更被殺。阮潢惶惶不可終日，決定稱病隱退，以消除鄭檢的戒心。
阮潢為了自保，決定遣人問計於當時的名士阮秉謙，阮秉謙隨即提出以下建議：
|  | 橫山一帶，萬代容身。 |

阮潢對此深以為然，隨即謀求在越南南部建立自己的根據地，他透過自己的姊姊阮氏玉寶，向鄭檢請求出鎮順化。順化、廣南一帶是前占城領土，當時剛剛被越南從占城手上奪得，此地剛經歷戰火，又有占城遺民，形勢不明朗，許多當地人甚至越海投奔莫朝，因而被鄭檢視為「雞肋」（食之無味，棄之可惜之意）。終於在1558年十月，鄭檢透過進言後黎英宗，讓阮潢出鎮順化，駐屯愛子社（今越南廣治省登昌縣），与廣南總兵裴佐漢相爲犄角之勢。1568年三月，阮伯䮐接替去世的裴佐漢擔任廣南總兵。1570年，鄭檢召廣南總兵阮伯䮐還守乂安，命阮潢兼領廣南，每年向朝廷上繳白銀400斤，絲帛500匹，變相將廣南的統治權交給了阮潢。
阮潢在接下來的数十年裡統治著順廣二地，逐漸地鞏固了他的統治，使順廣成為「市無二價，人不為盜，諸國商船湊集之地」，自此成為后黎朝南部穩定的大后方，並不斷吸納從越南北方逃避瘟疫及戰禍的平民。
此外，阮潢也將他的控制範圍向南延伸，進入了占城殘存的領土。他周期性地將他的兵力送往北方協助鄭主，與莫朝長期交戰，以換取鄭主的信任。
1570年鄭檢去世，其兩子鄭檜、鄭松內訌，最後次子鄭松順利繼位，鄭檜被迫流亡莫朝。鄭松是非常有活力的領導者，他於1572年從莫氏手中奪取了昇龍（今河內市）。然而，莫茂洽在次年奪回了那座城池。直到20年後（1592年），鄭松才再次攻佔昇龍，處決了莫茂洽。次年阮潢親自來到了朝廷，帶來了錢糧兵馬協助剿滅殘餘的莫朝軍隊。
莫朝被擊敗，鄭氏對於阮潢以一個南方主公的身分施行其獨立的統治感到越來越不滿，並一度將阮潢留在北方，不准他回南方根據地。1600年，年過六十的阮潢避過鄭氏的耳目成功返回廣南。之後阮潢死於1613年，臨終前囑咐族人：「順（化）廣（南）北有橫山灵江之險，南有海雲碑山之固，山產金鐵，海出漁鹽，實英雄用武之地。若能馴民厲兵與鄭氏抗衡，足建萬世之業。」
阮家的新領導者，阮潢的兒子阮福源（1563-1635）與航抵此區域的歐洲人建立了友誼，一個外國貿易站在會安開張。到了1615年，在葡萄牙工程師的協助下阮氏開始了他們自己西洋銅砲的生產。

## 首次征伐

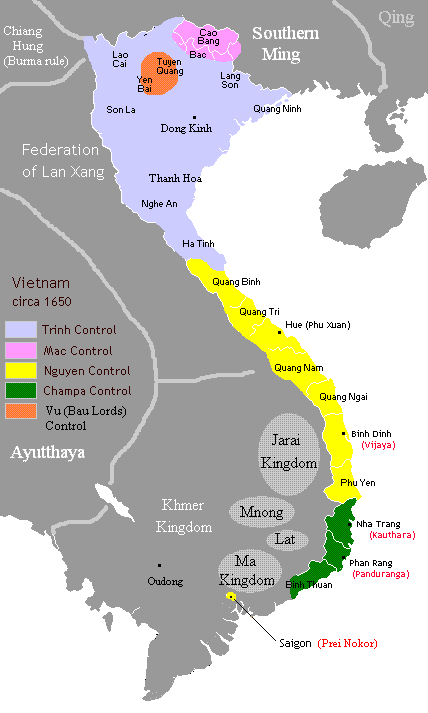
鄭阮紛爭於1640年的形勢。粉紅色為莫朝，粉紫色為鄭主，黃色為阮主，綠色為占婆

阮福源在1613年繼承阮潢的位置后，即開始切斷和鄭氏的關係，首先進行行政改革，設立舍差司（掌訴訟）、將臣吏司（掌錢糧）及令史司（掌正營軍餉及祭祀），將境內官員的任命權握在自己手裏，後黎朝留下的政府機關改為直接聽命於阮氏。
1620年，阮氏宗親阮福洽和阮福澤與鄭氏政權內通，可是陰謀被揭發，阮福洽、阮福澤二人被擒，鄭氏只好退兵，於是阮福源正式拒絕將賦稅交與河內的朝廷。一份要求阮氏臣服於朝廷權威的正式諭令，也被阮福源拒絕。
1623年鄭松逝世，其子鄭梉繼立。鄭梉再次正式要求阮福源臣服，又藉口進貢大明，要求阮福源進貢大象及海船，並遣子入侍朝廷，也被阮福源一口拒絕了，這次抗命給予鄭氏充足藉口開戰。
鄭氏政權與阮氏政權雙方公開的戰爭終於在1627年爆發開來，而鄭氏的大軍與阮氏連續交戰了四個月都未能取勝。戰爭的結果則是越南被強而有力的分裂成南北兩部分，鄭氏控制了大部分的北方而阮氏割據了大部分的南方；雙方的分界線在廣平省的𤅷江上。這條疆界與北緯十七度線非常接近（實際上，就在廣治省南方的𤅶海河才是越南分裂時期（1954-1975）南北越的分界線）。
相較於鄭氏政權統治了人口稠密得多的領土，阮氏也具備一些優勢。首先，他們處於守勢的地位。其次，阮氏在他們與歐洲人、尤其是葡萄牙人的接觸中獲益，得以購置較先進的歐洲軍備，在城防中雇傭歐洲的軍事專家。第三，地理形勢對他們有利：大規模有組織的軍隊僅適合平原曠野，而此種地點在越南十分希少；山岳幾乎擠進了海裡頭。
在首批攻勢之後，阮氏建立了兩條主要的堡壘線，橫亙在山海間的幾英里平地中。城牆豎立在順化北方的洞海附近。阮氏在這條線上抵禦了鄭氏無數次的攻勢直到1672年。在此期間的故事主要展開於越南將軍陶維慈身上：他為阮氏所賞識，由後者從鄭氏的宮廷中挖角而來；在越南，阮氏政權防禦工事的成功設計被認為是他的功勞。
鄭氏為了對抗這幾道牆，前後徵集了十萬名士兵，五百頭戰象與五百艘戰船。對阮氏城牆防禦的首度攻擊未能奏效，攻擊持續了數年。

## 後續作戰
1633年鄭氏發動了一場兩棲突擊，企圖迂迴阮氏的城防工事；阮氏於日麗海戰中擊敗了鄭氏的艦隊。
大約1635年左右，鄭氏仿效阮氏轉而尋求歐洲人的軍事援助。鄭梉招募了荷蘭人，為其御林軍製造火砲與船艦。在1642年與1643年間，鄭氏再度對阮氏的城防工事發動攻擊；在荷蘭人火砲的幫助下，鄭軍雖然攻破了第一道城牆，但在攻擊第二道防線時失敗收場。在海上，儘管有荷艦奇威（Kievit）、納雪嘉勒（Nachtegaels）、威肯德·布克（Woekende Book）助戰，鄭軍依然敗給阮氏的艦隊與葡萄牙船艦。
鄭梉於1648年計畫了另一場攻勢；然而在長育壘（Truong Duc）戰役中，御林軍為阮氏所痛擊。剛即位的黎真宗維祐死於此時前後，或許肇因於這場敗仗。這也終於為阮氏開啟了發動攻勢的大門。

## 阮氏攻勢
阮氏在1653年發動了他們自己對越北的侵略。阮軍向北進擊，擊敗了嚴重削弱的御林軍，並且兼併了廣平省。接著河靜省也落入了阮軍手中。次年，鄭梉在阮軍攻入乂安省之際過世。在新任的鄭主，雄才大略的鄭柞領導下，御林軍發動了攻勢並且擊敗了阮軍。廣南阮氏兩位將軍阮有鎰、阮有進之間的嫌隙，又進一步削弱了阮軍。1656年，阮軍被一路逐回他們原本的城牆裡。不過在1661年，鄭柞試著突破阮軍的城防；然而與之前的許多次攻擊一樣，這次嘗試終歸失敗。
在接下來的十年裡，鄭柞將目標放在了北方的高平莫氏政權，而阮福瀕則把目標放在了南方的占城和西貢地區。

## 戰爭尾聲
最後，1672年，鄭軍做了最後一次征服阮氏政權的努力。攻擊部隊由鄭柞之子鄭根所率領，而防禦方則由阮福瀕之子阮福淳（又名尊室協）領軍。這場攻擊與之前對阮氏城牆的歷次攻勢一樣遭遇失敗，不過這次雙方同意講和。在清國的康熙皇帝的調停下，鄭家與阮家同意停戰，並以𤅷江（越南语：／）為界（1673）。雖然名義上阮氏奉黎皇為越南國主，事實則是廣南國阮氏政權統治著南方，而鄭氏政權統治著北方。分裂持續了接下來的一百年，鄭家與阮家嚴密的防守著其邊界，但維持著和平。

## 西山阮的崛起及鄭阮紛爭的結束
鄭阮經過百多年的南北對峙，兩個政權都日趨腐敗。1771年，南方廣南阮氏統治的歸仁府西山邑，爆發大規模民變，領導這次民變的是阮岳、阮惠和阮侶三兄弟，由於他們在西山邑起兵，故稱為西山朝。各地不滿廣南阮氏的民眾紛紛加入西山三兄弟的起義軍中，以至廣南阮氏節節敗退。當時北方鄭氏的領袖鄭森見廣南大亂，乘機派兵南下，並利用西山阮氏兄弟的部隊作先頭部隊，進攻廣南阮氏，而鄭軍退守順化，欲取漁人之利。至1776年，廣南阮氏全面被西山阮氏擊潰，阮主被斬殺，其宗親阮福映流亡暹羅，廣南阮氏滅亡。西山阮氏平定南方後，將矛頭指向北方的鄭氏的統治者，1782年，鄭氏統治者鄭森逝世後，兩名兒子鄭棕與鄭檊爭權，結果鄭棕取勝，並殺害支持鄭檊的大臣。其中一個支持鄭檊的鄭氏重臣阮有整南投西山朝，令阮氏兄弟動悉鄭氏的虛實，1786年，西山大軍北伐直搗昇龍，鄭氏領袖鄭棕兵敗被俘，後來自殺。西山阮氏一統分裂多年的越南，後來阮惠更廢掉黎朝皇帝，自立為帝。鄭阮紛爭也在西山朝建立後結束。

### 引用
1. ↑  Dupuy, Encyclopedia of Military History, p.596